# Kapitein Sabel
Kapitein Sabel is een stripreeks die begonnen is in 1983 met Christian Gine als schrijver en tekenaar.

## Albums
Alle albums zijn geschreven en getekend door Christian Gine en uitgegeven door Le Lombard.
| Nummer | Titel                              |
| ------ | ---------------------------------- |
| 1      | De vlucht van de Pelikaan          |
| 2      | Miss Face                          |
| 3      | Dubbele gouden negen               |
| 4      | De kruistocht van de Kunstenmakers |
| 5      | Geschreven door de storm           |
| 6      | De vrachtgod                       |
| 7      | Op de Mandarijnenroute             |